# Anthology 1 (album The Beatles)
Anthology 1 – album kompilacyjny zespołu The Beatles, na którym znajdują się rzadkie nagrania studyjne oraz występy na żywo z lat 1958–1964, w tym utwory zarejestrowane w składzie z oryginalnym basistą zespołu Stuartem Sutcliffe i perkusistą Pete Bestem. Został wydany 20 listopada 1995 roku jako pierwsza część serii The Beatles Anthology. Na płycie znalazła się też unikalna piosenka „Free As a Bird”, którą specjalnie na to wydawnictwo Paul McCartney, George Harrison oraz Ringo Starr nagrali z wykorzystaniem taśmy demo oryginalnej kompozycji Johna Lennona z 1977 roku. 
Płyta przez trzy tygodnie zajmowała pierwsze miejsce zestawienia Billboard 200 oraz uzyskała status podwójnej platynowej płyty w Wielkiej Brytanii oraz ośmiokrotnej platynowej płyty w USA.

## Lista utworów (edycja winylowa)
Wypowiedzi słowne zaznaczone są pochyłym drukiem. Wszystkie piosenki w wykonaniu The Beatles z wyjątkiem oznaczonych inaczej.

### Strona 1
1. „Free as a Bird”
2. „We were four guys ... that's all” (John Lennon)
3. „That'll Be the Day” (The Quarrymen)
4. „In Spite of All the Danger” (The Quarrymen)
5. „Sometimes I'd borrow ... those still exist” (Paul McCartney)
6. „Hallelujah, I Love Her So”
7. „You'll Be Mine”
8. „Cayenne”
9. „First of all ... it didn't do a thing here” (Paul McCartney)
10. „My Bonnie” trad. (Tony Sheridan i The Beatles)
11. „Ain't She Sweet”
12. „Cry for a Shadow”

### Strona 2
1. „Brian was a beautiful guy ... he presented us well” (John Lennon)
2. „I secured them ... a Beatle drink even then” (Brian Epstein)
3. „Searchin'”
4. „Three Cool Cats”
5. „The Sheik of Araby”
6. „Like Dreamers Do”
7. „Hello Little Girl”
8. ”Well, the recording test ... by my artists” (Brian Epstein)
9. „Bésame mucho” (cover Consuelo Velázquez)
10. „Love Me Do”
11. „How Do You Do It”
12. „Please Please Me”

### Strona 3
1. „One After 909” (sekwencja)
2. „One After 909” (całość)
3. „Lend Me Your Comb”
4. „I'll Get You”
5. „We were performers ... in Britain” (John Lennon)
6. „I Saw Her Standing There”
7. „From Me to You”
8. „Money (That's What I Want)”
9. „You Really Got a Hold on Me”
10. „Roll Over Beethoven”

### Strona 4
1. „She Loves You”
2. „Till There Was You”
3. „Twist and Shout”
4. „This Boy”
5. „I Want to Hold Your Hand”
6. „Boys, what I was thinking...” (Eric Morecambe i Ernie Wise)
7. „Moonlight Bay”
8. „Can't Buy Me Love”

### Strona 5
1. „All My Loving”
2. „You Can't Do That”
3. „And I Love Her”
4. „A Hard Day's Night”
5. „I Wanna Be Your Man”
6. „Long Tall Sally”
7. „Boys”
8. „Shout”
9. „I'll Be Back” (Take 2)
10. „I'll Be Back” (Take 3)

### Strona 6
1. „You Know What to Do”
2. „No Reply” (demo)
3. „Mr. Moonlight”
4. „Leave My Kitten Alone”
5. „No Reply”
6. „Eight Days a Week” (sekwencja)
7. „Eight Days a Week” (całość)
8. „Kansas City / Hey-Hey-Hey-Hey!”

## Muzycy

### The Beatles
- John Lennon – śpiew, gitara rytmiczna, harmonijka
- Paul McCartney – śpiew, gitara basowa, gitara rytmiczna
- George Harrison – śpiew, gitara prowadząca
- Ringo Starr – śpiew, perkusja, instrumenty perkusyjne
- Pete Best – perkusja w „My Bonnie", „Ain't She Sweet", „Cry for a Shadow", „Searchin'", „Three Cool Cats", „The Sheik of Araby", „Like Dreamers Do", „Hello Little Girl", „Bésame Mucho" i „Love Me Do"
- Stuart Sutcliffe – gitara basowa w „Hallelujah, I Love Her So", „You'll Be Mine" oraz „Cayenne"

### Muzycy studyjni i koncertowi
- Colin Hanton – perkusja w „That'll Be the Day” i „In Spite of All the Danger”
- John Lowe – pianino w „That'll Be the Day” i „In Spite of All the Danger”
- Tony Sheridan – śpiew i gitara prowadząca w „My Bonnie”
- Andy White – perkusja w „Love Me Do”